# Tadeusz Dolny
Tadeusz Dolny (né le 7 mai 1958 à Sobótka en Pologne) est un joueur de football international polonais, qui évoluait au poste de défenseur.

## Biographie

### Carrière en club
Tadeusz Dolny commence le football au Ślęża Sobótka avant de rejoindre le Walka Zabrze. Il fait ses débuts professionnels au Górnik Zabrze. Il dispute son premier match de première division le 8 septembre 1976 lors d'une victoire (2-0) face au Lechia Gdańsk. Au cours de sa première saison, il dispute 6 matchs. Au cours de sa seconde saison, il ne prend part qu'à 4 rencontres. Son club termine dernier et se voit relégué en seconde division au terme de la saison 1977-1978. Lors de sa saison en deuxième division, il gagne du temps de jeu, participant à 11 rencontres. Son club remonte au terme de la saison au premier échelon national. Il devient alors régulièrement titulaire lors de ses saisons suivantes au Górnik Zabrze. Au total, il évolue au club pendant 8 saisons entre 1976 et 1984. Au cours de cette période, il participe à 148 rencontres et inscrit 15 buts en faveur du club. 
En 1984, Tadeusz Dolny  quitte son club formateur et rejoint le Górnik Wałbrzych. Il dispute 73 rencontres de championnat pour ce club et inscrit 5 buts. Après trois saisons, il s'engage avec une autre formation, l'Odra Wodzisław Śląski, où il passe deux saisons en seconde division. 
En 1989, il quitte la Pologne pour rejoindre Chicago, il défend les couleurs du SAC Wisła Chicago au cours de l'année 1989. L'année suivante il joue en faveur du Royal-Wawel Chicago. Il raccroche les crampons au terme de l'année 1990.

### Carrière en sélection
Avec l'équipe de Pologne, il joue 7 matchs entre 1981 et 1984, sans inscrire le moindre but.
Il honore sa première sélection le 2 septembre 1981 contre la RFA lors d'un match amical. Lors de ce match, il entre en jeu à la mi-temps. 
Il figure dans le groupe des sélectionnés lors de la Coupe du monde de 1982, mais il ne participe à aucune rencontre. Il honore sa 7e et dernière sélection lors d'un match amical face à la Tchécoslovaquie.

## Palmarès
Pologne
- Coupe du monde :
  -  Troisième : 1982.